# Discours d'Épinal
Le discours d'Épinal est un discours prononcé par le général de Gaulle le 29 septembre 1946 dans la lignée du discours de Bayeux. Il appelle à rejeter le projet de Constitution présenté par l'Assemblée constituante, et qui vient d'être adopté par l'Assemblée nationale quelques heures plus tôt. Aussi, il appelle le peuple à s'exprimer en sa défaveur lors du prochain référendum. Ce dernier ayant été voté par les Français, le discours d’Épinal signe le début de la Traversée du désert du général.

## Points importants
Il commence par évoquer les sacrifices consentis par les Vosges durant la Seconde Guerre mondiale, inspirés par « la France, et la France seulement ».
Son cri « Non, franchement non ! » résume son opposition au projet de Constitution, initié notamment par les parlementaires du MRP.
C'est également une préfiguration des fondements de la Constitution de la Ve République : en effet, il formule plusieurs propositions en matière institutionnelle. Le président de la République doit pour lui en « être un », en « [faisant] valoir, au milieu des contingences politiques, les intérêts permanents de la nation », et en se faisant « le garant de l'indépendance nationale, de l'intégrité du territoire et des traités signés par la France ». Il défend la possibilité par le chef de l'État de dissoudre la Chambre basse du Parlement.
Il affirme en conclusion que « ces convictions-là [...] elles n'ont pas de parti. Elles ne sont ni de gauche, ni de droite ».

## Après le discours
Le projet de Constitution est adopté quelques jours après par référendum le 13 octobre 1946 avec 53,5 % de « oui », et donne naissance à la Constitution de la IVe République.